# Харьковское (Белгородская область)
Харьковское — село в Ровеньском районе Белгородской области России. Административный центр Харьковского сельского поселения.

## География
Село расположено в юго-восточной части Белгородской области, в 28,9 км к северо-востоку по прямой от Ровенёк, районного центра.

## История
Первое упоминание села найдено в ревизских сказках в 1796 году.
Слобода Харьковская принадлежала графу Шереметеву.
В 1859 году — Бирюченского уезда «слобода владельческая Харьковская при вершине Щечиного оврага», «по правую сторону большого почтового тракта от города Бирюча до города Острогожска» — церковь православная.
В 1900 году в волостной слободе Харьковской «при Щучьем яре» — 981,1 десятины земельного надела, церковь, 2 общественных здания, земская школа и школа грамотности, 2 маслобойных завода, 5 ветряных мельниц, 2 мелочные и винная лавки, 2 ярмарки в год.
В 1903 году из слободы был призван на службу в армию будущий маршал Советского Союза (1935) С. М. Буденный.
С 1935 года село Харьковское в Советском районе — центр Харьковского сельсовета.
В 1930-е годы в селе из материалов сломанной церкви начали строить школьное здание. Строительство шло медленно и его остановила Великая Отечественная война. А после войны недостроенную школу разобрали и перевезли в райцентр — село Советское (Шелякино), где в войну было разрушено здание райисполкома.
Во второй половине 1950-х годов Харьковский сельсовет оставался самым большим в Советском районе: села Грузское, Калиниченково, Копанки, Марьевка, хутора и поселки Вторая Александровка, Ивановка, Калашников, Первомайский, Сергеевка, Ситников и Соколы.
В апреле 1961 года Советский район был упразднён, а Харьковский сельсовет переведён в состав Ровеньского района.
В начале 1970-х годов в сельсовет входили села Грузское, Масловка и хутор Максименково и посёлок Сергеевка.
В 1974 году в селе Xарьковском открылась восьмилетняя школа, на следующий год она стала средней.
В 1997 году село Харьковское в Ровеньском районе стало центром Харьковского сельского округа, в который входят также село Масловка и хутор Максименково.
В 2010 году село Харьковское — центр Харьковского сельского поселения (2 села и хутор) Ровеньского района.

## Население
В 1859 году в слободе Харьковской учтено 124 двора, 1002 жителя (483 мужчины, 519 женщин).
В 1900 году в волостной слободе Харьковской — 138 дворов, 916 жителей (493 мужчины, 423 женщины).
По сведениям переписей населения в селе Харьковском на 17 января 1979 года — 557 жителей, на 12 января 1989 года — 678 (318 мужчин, 360 женщин), на 1 января 1994 года — 243 хозяйства и 746 жителей.
В 1997 году в Харьковском учтено 244 подворья, 733 жителя, в 1999 году — 721 житель, в 2001 году — 690.
| 1859 | 1897 | 2002 | 2010 |
| ---- | ---- | ---- | ---- |
| 1002 | ↘913 | ↘634 | ↘584 |

## Инфраструктура
В начале 1990-х годов Харьковское оставалось центром колхоза «Дружба» (в 1992 году — 334 колхозника), занятого растениеводством и животноводством. По состоянию на 1995 год в селе — АОЗТ «Дружба», почтовое отделение, участковая больница, Дом культуры, средняя школа.